# Ken Barnes
Kenneth Herbert „Ken“ Barnes (* 16. März 1929 in Birmingham; † 13. Juli 2010 in Macclesfield) war ein englischer Fußballspieler und -trainer. Er spielte als Außenverteidiger für Manchester City und den AFC Wrexham. 

## Leben
Als Jugendlicher begann er für Birmingham City auf Amateurniveau zu spielen. Nach seinem Wehrdienst im Jahr 1947 wechselte er als Halbprofi zu den Stafford Rangers. Mit dem Transfer zu Manchester City im Jahr 1950 begann Barnes’ Profi-Karriere, wobei er nur einmal in vier Jahren für die erste Mannschaft spielte. Erst im Jahr 1954 wurde er Stammspieler und erlebte den Höhepunkt seiner Karriere, als Les McDowall den nach dem Spieler Don Revie benannten Revie-Plan einführte. Während dieser Zeit spielte er in zwei aufeinanderfolgenden Jahren im FA-Cup-Finale, welches er 1956 mit Manchester City gewann. Er absolvierte insgesamt 283 Partien für Manchester City.
Im Jahr 1961 wechselte er als Spielertrainer zu Wrexham. Barnes ging im Jahr 1970 schließlich zurück zu Manchester City, wo er über mehr als zwei Jahrzehnte eine Vielzahl von Trainerpositionen innehatte, einschließlich der Entwicklung der Jugendmannschaft, die 1986 den FA Youth Cup gewann.